# Jens-Peter Bonde
Jens-Peter Rossen Bonde (ur. 27 marca 1948 w Aabenraa, zm. 4 kwietnia 2021 we Frederiksværku) – duński polityk, w latach 1979–2008 poseł do Parlamentu Europejskiego.

## Życiorys
Ukończył nauki polityczne na Uniwersytecie Aarhus. W latach 1975–1992 był członkiem Komunistycznej Partii Danii. Działał w Ruchu Ludowym przeciw UE. W 1992 był inicjatorem powołania Ruchu Czerwcowego. W latach 2005–2009 kierował europejską partią Demokraci UE. Opublikował szereg książek poświęconych kwestiom integracji europejskiej.
W 1979, 1984, 1989, 1994, 1999 i 2004 uzyskiwał mandat deputowanego do Parlamentu Europejskiego. Był członkiem różnych eurosceptycznych frakcji poselskich, pełnił funkcję współprzewodniczącego lub przewodniczącego Grupy Niezależnych na rzecz Europy Narodów (1997–1999), Grupy na rzecz Europy Demokracji i Różnorodności (2001–2004) oraz frakcji Niepodległość i Demokracja (2004–2008). Pracował głównie w Komisji Spraw Konstytucyjnych. Reprezentował Europarlament w Konwencie Europejskim. Z mandatu zrezygnował 8 maja 2008 na rok przed końcem VI kadencji.